# Joe Swail
Joe Swail (ur. 29 sierpnia 1969) – północnoirlandzki snookerzysta. Plasuje się na 73. miejscu pod względem zdobytych setek w profesjonalnych turniejach, ma ich łącznie 124.

## Kariera zawodowa
W 1990 zdobył mistrzostwo Anglii amatorów, w 1991 przeszedł na status zawodowy. Wygrał m.in. zawodowe mistrzostwa Irlandii (1992), był kapitanem reprezentacji Irlandii Północnej w Pucharze Narodów. Do listopada 2004 dziewięć razy osiągał półfinały w turniejach rankingowych, nie udało mu się jednak dotrzeć do ostatecznej rozgrywki. Po raz pierwszy w finale znalazł się dopiero w 2009 roku, lecz w turnieju Welsh Open musiał uznać wyższość Allistera Cartera 5:9.
W 1993 roku wygrał jedną z trzech edycji Strachan Challenge, pokonując w finale Stefan Mazrocisa 9:4. Był to tzw. mały turniej rankingowy; de facto traktowany jako nierankingowy (podobnie jak Benson and Hedges Championship).
W sezonie 2001/2002 był sklasyfikowany na pozycji nr 10 w rankingu światowym (jego najwyższa pozycja). Ponadto Swail jest jedynym snookerzystą w historii rankingu, który będąc w czołowej szesnastce, wypadł poza „32”, aby ponownie powrócić do szesnastki (kilku zawodnikom zdarzały się powroty do „16”, lecz nigdy spoza niższego miejsca, niż 32. – oznaczające konieczność rozegrania minimum dwóch meczów eliminacyjnych do każdego turnieju w sezonie).
Oprócz finału Welsh Open, najcenniejszymi z osiągniętych półfinałów Swaila są dwa z turniejów o mistrzostwo świata. W 2000 pokonał m.in. Paula Huntera, Johna Parrotta i Dominica Dale’a, by ulec w półfinale Matthew Stevensowi 12:17. Rok później pokonał m.in. broniącego tytułu Marka Williamsa, w półfinale nie sprostał końcowemu zwycięzcy Ronnie O’Sullivanowi 11:17.
W mistrzostwach świata 2004 pokonał m.in. byłego mistrza świata Kena Doherty’ego, ale już w 1/8 finału uległ Anthony’emu Hamiltonowi.
Do końca sezonu 2009/2010 na swoim koncie zapisał 87 breaków stupunktowych.